# Aero MB-200
Aero MB-200 byl československý dvoumotorový celokovový hornoplošný bombardér s pevným podvozkem vyráběný v druhé polovině 30. let 20. století společnostmi Aero a Avia. Jednalo se o licenci francouzského letadla Bloch MB.200 z konstrukční kanceláře Marcela Blocha.

## Vznik a vývoj

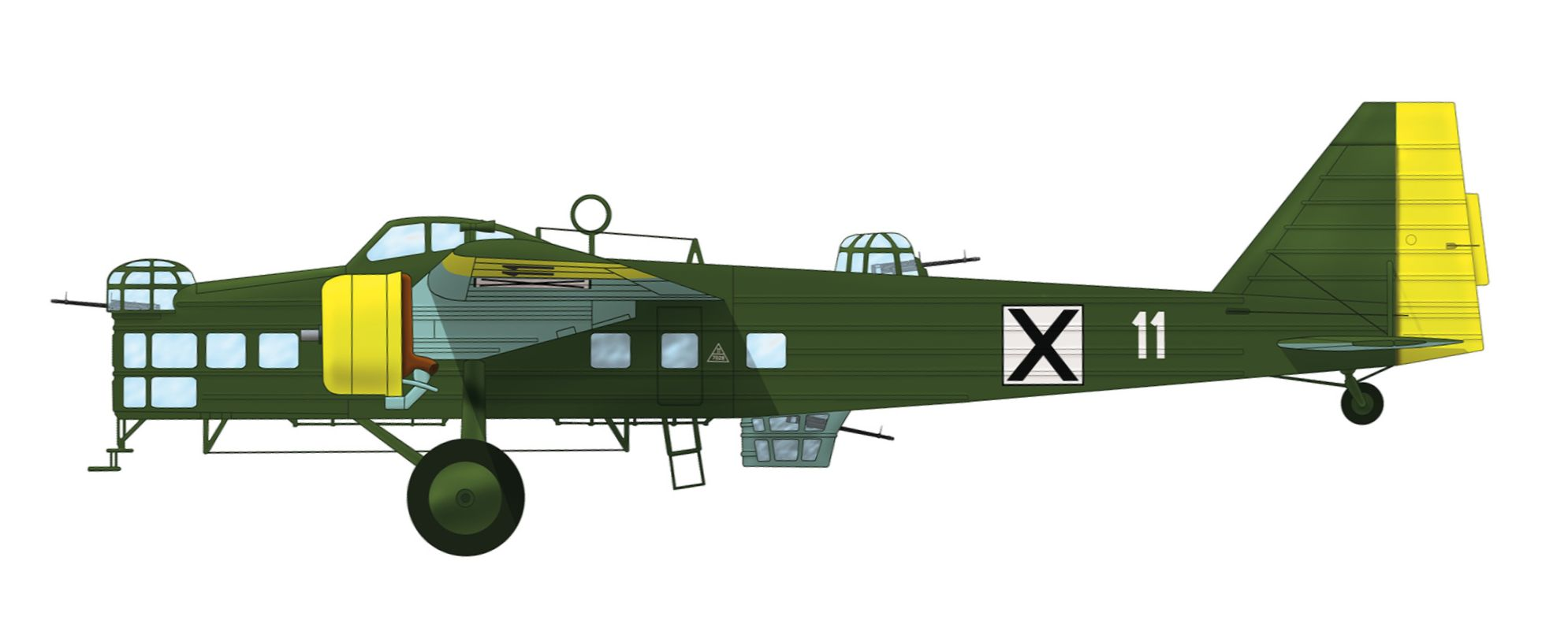
Na podzim 1939 prodali Němci 12 MB.200 do Bulharska, kde dostaly jméno Buchal (výr). V roce 1940 byly zařazeny ke školní letce 5. bombardovací skupiny. Na kresbě Aero MB.200 s výsostným označením používaným od roku 1941

Československo mělo před druhou světovou válkou poměrně vyspělé stíhací, školní, pozorovací a bitevní letectvo. Armáda však trpěla nedostatkem kvalitních bombardovacích letadel. Tato skutečnost odrážela celkovou koncepci letectva, kdy se nepředpokládalo zapojení leteckých sil do útočné války, ale když Německo začalo ohrožovat evropský mír československé Ministerstvo národní obrany (MNO) se rozhodlo v roce 1935 zakoupit licenci francouzských těžkých bombardérů Bloch MB.200. V červenci 1934 získala oprávnění k uzavření smlouvy na licenční výrobu od firmy H. Potez společnost Walter v Jinonicích, která tuto dohodu prostřednictvím MNO přenechala továrně Aero, která dohodla konečné licenční podmínky.
V roce 1935 dodala firma Henry Potez Aeru kompletní výkresovou dokumentaci a v květnu 1935 přelétli tovární piloti Poteze z Francie do Kbel jeden vzorový letoun Bloch MB-200 Bn4 (S 1, OK-IEB) objednaný MNO. Jeho licenční výroba pak probíhala v Aeru a v sublicenci i v Avii. Výroba byla "zdržována" neustálými změnami dokumentace od Francouzů a tak byl první sériový letoun Aero MB-200.02 předán VTLÚ v Letňanech až 18. února 1937. Od dubna 1937 začala první letouny MB-200 přejímat vojenská správa. Letoun byl sice podmotorovaný (neudržel se ve vzduchu při letu na jeden motor), ale pro svoji robustnost a spolehlivost byl mezi letci oblíbený. Letouny Aero MB-200 koncem třicátých let notně zastarávaly a hodily se již jen k výcviku a k nočnímu bombardování.
Letoun byl vystaven na Národní letecké výstavě v Praze v létě 1937. Stánek Aero se na výstavě těšil veliké pozornosti především pro mohutný bombardér MB-200, který mohli návštěvníci obejít po celé délce. Zájem o tuto zkušenost byl obrovský — lidé vyčkávali trpělivě v dlouhých řadách až na ně dojde. Výroba probíhala v letech 1936-1939. Avia dodala 12 letounů a Aero zbytek. Pro MNO bylo celkem dodáno 75 letounů vč. prvního zakoupeného, originálního stroje z Francie, i když poslední čtyři přejímali již okupanti.

## Popis letounu
Aero MB-200 byl dvoumotorový samonosný hornoplošník pro čtyřčlennou posádku a byl použit přednostně jako těžký bombardovací letoun. Byl to samonosný celokovový hornoplošník s pevným, odpruženým podvozkem. Některé letouny měly hlavní podvozek kapotován. Tuhost potahových duralových plechů zvyšovalo speciální profilování, které obecně letounu na eleganci moc nepřidalo, ale v celkovém vzhledu letadla se již estetika pokazit nedala. Letoun byl poháněn motory Walter K 14-I o jmenovitém výkonu 515 kW/700 (vzletový 800 k), který podle francouzské licence Gnome-Rhône 14K Mistral Major vyráběla A.S. Walter. Motory byly osazeny prstencovými kryty NACA a poháněny na zemi stavitelnými třílistými, kovovými vrtulemi Letov Hd 43 o průměru 3,55 m. Aby byla zajištěna směrová stabilita letounu při startu, byl na pravé straně letounu namontován motor levotočivý a na pravé straně pravotočivý.
Čtyř- až šestimístná uzavřená kabina byla chráněna průhlednými kryty a standardně byla vybavena vnitřními dorozumívacími soupravami a radiostanicemi vz. 35 a vz. 36. K vybavení patřily i dýchací přístroje a zásuvky pro elektrické vytápění kombinéz při výškových letech.
Trup obdélníkového průřezu měl nosný potah a skládal se ze tří částí. Přední část s prostorem pro bombometčíka a střeleckou věží, střední část tvořící s centroplánem jeden celek a zahrnující pilotní kabinu, prostor pro radiotelegrafistu a pumovnici a zadní část se zadními střeleckými prostory, ocasními plochami a ostruhovým kolem. Křídlo se skládalo ze tří částí, střední část vytvářela s trupem centroplán a byla obdélníkového průřezu, vnější části měly tvar lichoběžníku. Ve střední části křídla byl prostor pro montáž trojhranných palivových nádrží. S centroplánem byly pevně spojeny i motorové gondoly. Ke stavbě byl používán dural a jakostní ocele. Ocasní plochy byly celoduralové konstrukce s nosníky. Směrovka a výškovka měly výkyv 20° na každou stranu. Přistávací zařízení tvořil pevný podvozek o rozchodu kol 4,87 m s elektronovými koly 1350×300 mm. Kola mohla být opatřena kapkovitými zákryty. Ostruhu tvořilo kolečko o rozměru 420×185 mm.

## Použití
Nové stroje přicházely k těžkým bombardovacím letkám leteckého 5. pluku v Brně (81., 82., 83. a 84. letka) a k 6. pluku v Praze (85. a 86. letka). Od počátku služby v letectvu probíhal intenzivní bojový výcvik. Při nehodách byly ztraceny tři stroje. Letouny byly použity v době sudetské krize, po mnichovské dohodě byly letouny určeny k prodeji. O letouny projevilo zájem Španělsko a také Čína, ale k prodeji nedošlo, protože licenční smlouva přikazovala použití pouze na území Československa.
Po 15. březnu 1939 padly téměř všechny stroje (67 + 4 nedokončené) do rukou nacistického Německa, které je používalo v Luftwaffe pro výcvik na vícemotorových letadlech a pro lety bez vidu. Po březnu 1939 12 strojů MB-200 zakoupilo od Německa se slevou carské Bulharsko. Jeden letoun, MB-200.12, zůstal samostatnému Slovenskému státu a byl zařazen do stavu Slovenských vzdušných zbraní.
V odstupu řady let byly tyto letouny už v době jejich výroby označeny za zastaralé. Přitom jejich výroba byla zavedena v době, kdy v samotné Francii létaly daleko modernější bombardéry (Amiot 143, Bloch MB.131, Farman F.222 atp.), o jiných státech ani nemluvě. Teprve tehdy, když už bylo pozdě (1938), se zavedla licenční výroba sovětských Tupolevů SB-2 (Avia B-71), a pak se také uplatnily i domácí konstrukce (Aero A-304).

## Specifikace

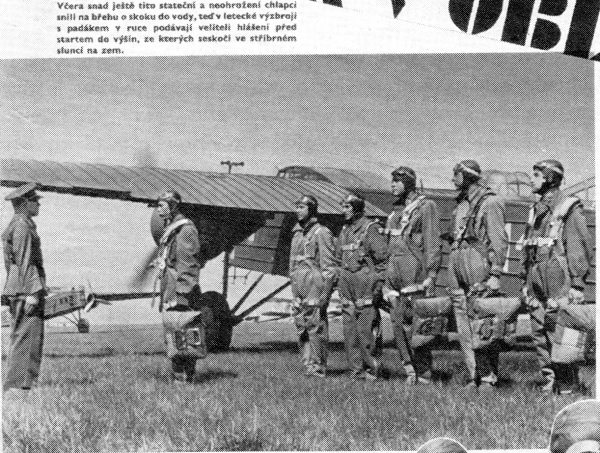
Z Brna operovaly těžké bombardéry Aero MB-200 od leteckého pluku č. 5

Data dle

### Technické údaje
- Posádka: 4 až 6
- Rozpětí: 22,45 m
- Délka: 15,80 m
- Výška: 3,92 m
- Plocha křídel: 67,00 m2
- Plošné zatížení: 106,7 kg/m2
- Hmotnost prázdného letounu: 3895 kg
- Vzletová hmotnost: 7150 kg
- Pohonná jednotka: 2 × dvojhvězdicový vzduchem chlazený čtrnáctiválec Walter Mistral K 14-I
  - Nominální výkon při zemi: 700 k  (515 kW) při 2400 ot/min.
  - Maximální výkon při startu: 800 k  (588 kW) při 2520 otáčkách za minutu při vzletu
  - Nominální výkon ve výšce: 800 k  (588 kW) ve výšce 3850 m

### Výkony
- Maximální rychlost: 245 km/h
- Cestovní rychlost: 205 km/h
- Dostup: 6000 m
- Dolet: 1000 km (bez přídavných nádrží)
- Stoupavost: 4,4 m/s resp. 15 minut na 4000 m

### Výzbroj
- 5 × kulomet Zbrojovka Strakonice vz.30 ráže 7,92 mm ve třech střeleckých věžích:
  - 1× 7,92mm kulomet vz.30 v přední horní věži, 500 nábojů
  - 1× 7,92mm dvojkulomet vz.30 v zadní horní věži, 1000 nábojů
  - 1× 7,92mm dvojkulomet vz.30 ve spodní věži, 1000 nábojů
- 1440 kg pum v trupové pumovnici a vnějších závěsech
  - pod trupem: 2× 500 kg puma nebo 4× 100 kg puma[12], 4× 200 kg puma nebo 8× 50 kg puma
  - v trupu: 8× 100 kg puma
  - pod křídlo: 10x 20 kg puma[12]